# Stanford Law School
La Stanford Law School (conosciuta anche come Stanford Law o SLS) è una scuola di specializzazione che trova sede presso la Università di Stanford, localizzata nella Silicon Valley in California. 
La Law School è stata fondata nel 1883 dall'ex presidente Benjamin Harrison, che divenne il primo professore di diritto. 
Attualmente è classificata al secondo posto nella classifica delle migliori scuole di diritto negli Stati Uniti d'America.